# Laurel (Mississipi)
Laurel és una població dels Estats Units a l'estat de Mississipi. Segons el cens del 2000 tenia 18.393 habitants.

## Demografia
Segons el cens del 2000, Laurel tenia 18.393 habitants, 6.925 habitatges, i 4.542 famílies. La densitat de població era de 460,2 habitants per km².
Dels 6.925 habitatges en un 29,7% hi vivien nens de menys de 18 anys, en un 37,2% hi vivien parelles casades, en un 23,5% dones solteres, i en un 34,4% no eren unitats familiars. En el 30,1% dels habitatges hi vivien persones soles el 14,4% de les quals corresponia a persones de 65 anys o més que vivien soles. El nombre mitjà de persones vivint en cada habitatge era de 2,61 i el nombre mitjà de persones que vivien en cada família era de 3,21.
Per edats la població es repartia de la següent manera: un 27,9% tenia menys de 18 anys, un 10,1% entre 18 i 24, un 25,4% entre 25 i 44, un 19,4% de 45 a 60 i un 17,2% 65 anys o més.
L'edat mediana era de 35 anys. Per cada 100 dones de 18 o més anys hi havia 80,5 homes.
La renda mediana per habitatge era de 25.988$ i la renda mediana per família de 30.185$. Els homes tenien una renda mediana de 27.077$ mentre que les dones 17.336$. La renda per capita de la població era de 15.561$. Entorn del 21,4% de les famílies i el 28,9% de la població estaven per davall del llindar de pobresa.

## Poblacions més properes
El següent diagrama mostra les poblacions més properes.

## Personatges destacats
- Leontyne Price, soprano